# 금산군의 지질

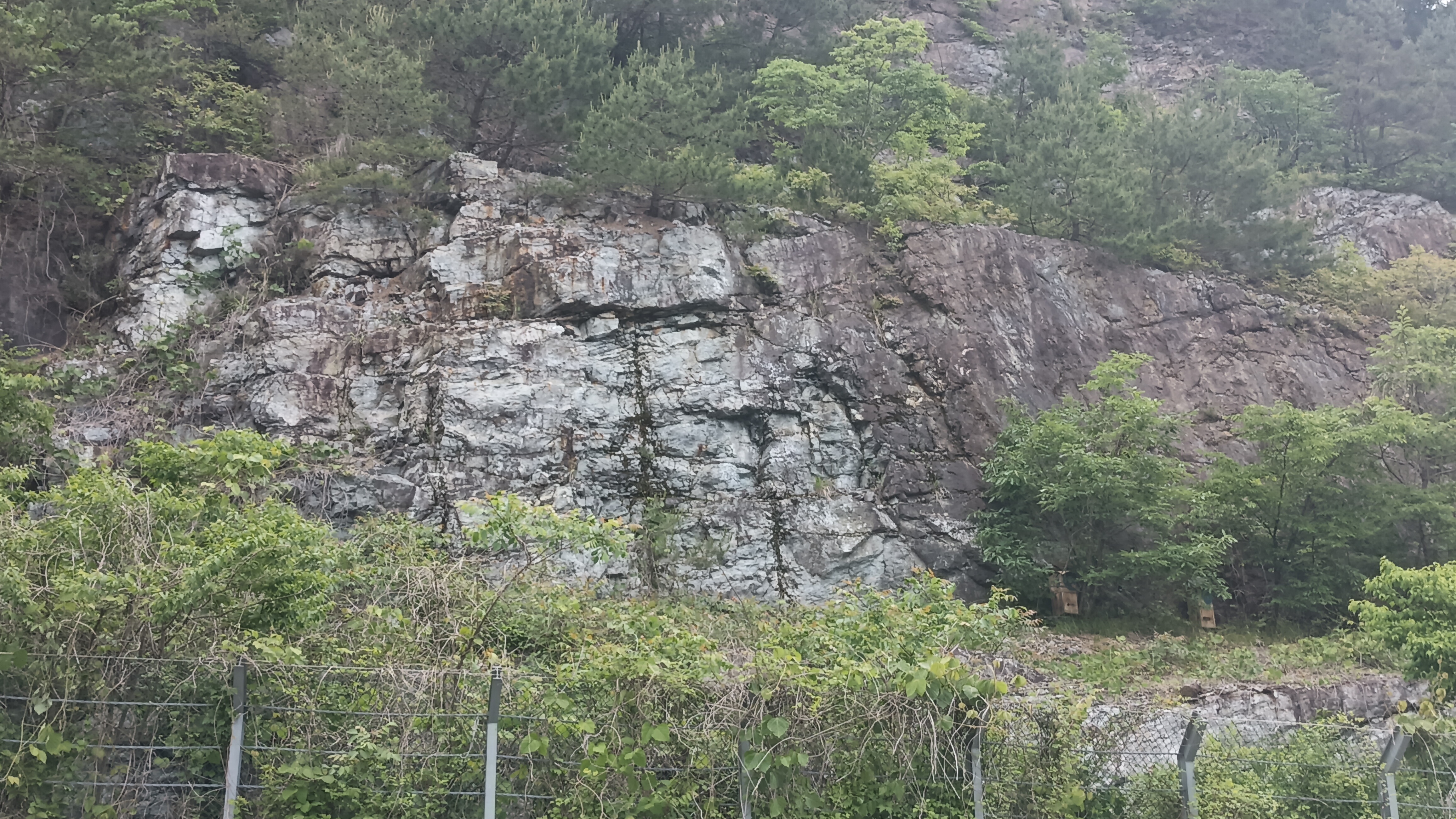
옥천 누층군 마전리층, 금산군 진산면 오항리 지방도 제635호선 도로변

본 문서에서는 대한민국 충청남도 금산군의 지질과 지하자원에 대해 설명한다.

## 개요
충청남도 금산군은 지체구조상 옥천 습곡대에 위치한다. 금산군의 북서부에는 변성퇴적암 지층인 옥천 누층군의 창리층과 대덕리층, 마전리층 등이 분포한다. 그 외의 대부분 지역에는 중생대 쥐라기의 대보 화강암류와 백악기의 관입암류가 분포한다. 1:5만 지질도 상으로,
- 대전 지질도폭(1980)의 남동부 (복수면 대부분, 진산면 북단, 만인산, 추부면 서부)[2]
- 옥천 지질도폭(1978)의 남서부 (추부면 동부, 서대산, 군북면 북부)[3]
- 금산 지질도폭(1978)의 중동부 (진산면 대부분, 복수면 남단, 남이면, 금산읍 중·서부, 금성면)[4]
- 무주 지질도폭(1980)의 서부 (군북면 남부, 제원면, 부리면, 남일면)[5]
- 용담 지질도폭(1973)의 북동단 (남이면 구석리, 남일면 신동리 일부 지역)[6]

에 해당한다.

## 선캄브리아기화강편마암
선캄브리아기 화강편마암이 금산군 부리면 현내리 지역에 소규모 분포한다. 구성 광물은 석영, 미사장석, 정장석, 사장석, 흑운모, 백운모, 각섬석, 인회석, 저어콘, 설석(梢石; Sphene), 불투명 광물 등이다.

## 옥천 누층군
옥천 누층군은 옥천 습곡대에 발달하는 변성퇴적암 지층으로, 심한 변형 작용을 받아 화석이 거의 없고 구조적 해석이나 방사능 절대연령 측정도 어려워 아직까지도 그 형성 시기와 조선 누층군과의 관계가 명확하게 밝혀지지 않았다. 옥천 누층군의 퇴적 시기에 대해서는 선캄브리아기라는 주장과 캄브리아기 이후라는 두 가지 주장이 대립하고 있다. 충주(1965), 황강리(1965), 제천(1967) 지질도폭에서 옥천 누층군은 시대 미상의 암석으로 분류되었으나, 장기홍(1972)은 충주시의 향산리 돌로마이트질 석회암층에서 고배류(古盃類; Archeocyatha) 화석을 발견하였고 이에 따라 계명산층을 선캄브리아기로, 향산리 돌로마이트층, 대향산 규암층, 문주리층 및 창리층을 조선 누층군에 대비하였으며 이재화 외(1989)는 황강리층에서 오르도비스기에 해당하는 코노돈트 화석을 발견하여 적어도 옥천 누층군의 일부는 고생대에 해당한다는 주장도 제기되었다. 클루젤 외(1991, 1992)는 옥천 누층군과 조선 누층군의 지층들은 동일 시대의 지층으로, 두 누층군의 암상의 차이는 분지의 깊이에 따른 횡적 퇴적상의 변화(lateral equivalent)로 보았다.
| 지질시대                        | 충주 지질도폭 (1965)                         | 김옥준 (1968)                                         | 손치무 (1970) | 손치무 (1970)                                          | Reedman et al.(1973) | Reedman et al.(1973)                                  | Lee (1974)                               | Chough & Bahk (1992)                            | Lee (1995) | Lee (1995)                                   | 이민성 외 (1998)                             | 임순복 외 (2005, 06, 07)   | 최덕근 외 (2012) | 최덕근 외 (2012)                         |
| ------------------------------- | -------------------------------------------- | ----------------------------------------------------- | ------------- | ------------------------------------------------------ | -------------------- | ----------------------------------------------------- | ---------------------------------------- | ----------------------------------------------- | ---------- | -------------------------------------------- | -------------------------------------------- | -------------------------- | ---------------- | ---------------------------------------- |
| 트라이아스기                    | -                                            | -                                                     | -             | -                                                      | -                    | -                                                     | 황강리층                                 | -                                               | -          | -                                            | -                                            | -                          | -                | -                                        |
| 페름기 석탄기 데본기 실루리아기 | 문주리층 황강리층 명오리층 북노리층 서창리층 | -                                                     | 옥천층군      | 황강리층 운곡리층 서창리층 문주리층 미원층 대향산 규암 | -                    | -                                                     | -                                        | 문주리층 황강리층 한수 석회암 명오리층 북노리층 | -          | -                                            | 문주리층 황강리층 명오리층 북노리층 서창리층 | E 층 비봉층 C 층 B 층 A 층 | -                | -                                        |
| 페름기 석탄기 데본기 실루리아기 | 문주리층 황강리층 명오리층 북노리층 서창리층 | -                                                     | 충주층군      | 대향산층 계명산층                                      | -                    | -                                                     | -                                        | 문주리층 황강리층 한수 석회암 명오리층 북노리층 | -          | -                                            | 문주리층 황강리층 명오리층 북노리층 서창리층 | E 층 비봉층 C 층 B 층 A 층 | -                | -                                        |
| 오르도비스기 캄브리아기         | 조선계 고운리층                              | 조선 누층군                                           | 조선 누층군   | 조선 누층군                                            | 충주층군             | 삼태산층 계명산층 대향산층                            | 문주리층 대향산 규암 향산리 돌로마이트층 | 서창리층 계명산층 향산리 돌로마이트층 대향산층  | 덕평층군   | 명오리층 내사리층 황강리층 구룡산층 화전리층 | 고운리층 조선 누층군                         | F 층 황강리층              | -                | -                                        |
| 오르도비스기 캄브리아기         | 조선계 고운리층                              | 조선 누층군                                           | 조선 누층군   | 조선 누층군                                            | 충주층군             | 삼태산층 계명산층 대향산층                            | 문주리층 대향산 규암 향산리 돌로마이트층 | 서창리층 계명산층 향산리 돌로마이트층 대향산층  | 미원층군   | 운교리층 증평층                              | 고운리층 조선 누층군                         | F 층 황강리층              | -                | -                                        |
| 선캄브리아기                    | -                                            | 군자산층 황강리층 창리층 (서창리층+명오리층) 문주리층 | -             | -                                                      | 옥천층군             | 문주리층 황강리층 명오리층 북노리층 서창리층 고운리층 | 계명산층                                 | -                                               | -          | -                                            | -                                            | MV 층                      | 수안보층군       | 고운리층 명오리층 황강리층 문주리층      |
| 선캄브리아기                    | -                                            | 군자산층 황강리층 창리층 (서창리층+명오리층) 문주리층 | -             | -                                                      | 옥천층군             | 문주리층 황강리층 명오리층 북노리층 서창리층 고운리층 | 계명산층                                 | -                                               | -          | -                                            | -                                            | MV 층                      | 충주층군         | 대향산 규암 향산리 돌로마이트층 계명산층 |

### 창리층
창리층(PZocch; Changri Formation, 倉里層)은 대한민국 옥천 습곡대 내 분포하는 옥천 누층군의 변성퇴적암 지층이다. 창리층은 보은군 내북면 창리를 표식지로 하여 김옥준(1970)에 의해 최초로 명명되었으며 충청북도 청주시, 보은군, 옥천군, 대전광역시, 충청남도 금산군 등지에 넓게 분포한다. 
대전 지질도폭(1980)에 의하면 대전-금산 지역의 옥천 누층군 중 최하부 지층이며 마전리층을 부정합으로 덮고 대덕리층에 의해 정합적으로 덮힌다. 창리층 하부는 주로 흑색, 암회색 또는 암갈색을 띠는 편암, (사질)천매암 등으로 구성되는 부분과 (천매암질)점판암, 탄층, 결정질 석회암의 박층 등으로 구성되는 부분으로 나누어진다. 창리층 상부는 (담)녹색을 띠는 천매암, 편암 등으로 구성되며 결정질 석회암의 박층이나 석탄층이 없다. 석탄층은 연속성이 없고 그 품질이 양호하지 못하지만 1~2매 정도가 점판암 중에 협재되어 있다. 두께 2~5 m 정도의 결정질 석회암은 대개 불연속적이지만 두께 10 m가 넘고 연장이 12 km에 달하는 것도 있다. 석회암 내에는 소규모 습곡 구조가 잘 발달한다. 변성도가 낮은 탄질의 점판암 중에는 우라늄 광물이 있다.
금산 지질도폭(1978)에 의하면 금산군 진산면, 남이면 북부, 완주군 운주면, 논산시 벌곡면 도산리와 수락리, 양촌면 오산리 일대에 넓게 분포하며 이는 지질 경계의 불규칙성과 습곡으로 반복되기 때문이다. 본 지층은 주로 흑색 천매암과 흑색 점판암으로 구성되며 흑색 변질셰일, 탄질셰일, 담회색 결정질석회암, 각섬암, 운모질천매암, 운모편암 등을 포함한다.

### 대덕리층
대덕리층은 대전광역시와 금산군에 분포하는 옥천 누층군의 지층이다. 대전 지질도폭(1980)에 의하면 금산군 진산면 막현리, 대전광역시 장안동 남부, 논산시 벌곡면 만목리, 대덕리 일대에 향사습곡 구조로 분포하며 주로 녹색 천매암으로 구성되고 규암이 협재된다. 창리층을 정합으로 덮으며 석영반암에 의해 관입당했다.

### 마전리층
대전 지질도폭(1980)에 의하면 마전리층은 금산군 추부면 마전리를 표식지로 하여 북동-남서 뱡향으로 분포하며 그 외 암회색/회백색 결정질 석회암, 석회질점판암, 석회규산염암의 호층으로 구성된다. 금산 지질도폭(1978)에 의하면 금산군 남이면 건천리에서 추부면 용지리 금성산까지 분포하며 석회암과 석회규산염암으로 구성된다.
마전리층
- 금산군 남이면 건천리, 지방도 제635호선 도로변
북위 36° 04′ 02.2″ 동경 127° 23′ 31.6″ / 북위 36.067278°  동경 127.392111°
- 금산군 남이면 건천리, 지방도 제635호선 도로변
북위 36° 04′ 03.0″ 동경 127° 23′ 22.9″ / 북위 36.067500°  동경 127.389694°
- 금산군 진산면 오항리, 지방도 제635호선 도로변
북위 36° 05′ 23.4″ 동경 127° 21′ 36.8″ / 북위 36.089833°  동경 127.360222°

### 임순복 외의 분류
임순복 외(2006)는 금산군 진산면~복수면 지역에 분포하는 옥천 누층군 변성퇴적암을 비공식적으로 밑에서부터 F층, A층, B층, C층, 비봉층 5개 지층으로 구분하였다. 이 연구에서 습곡에 의해서만 반복 분포되었다는 종전의 해석과 달리 A층을 제외한 나머지 모든 지층이 영월인편상구조대와 같이 충상단층에 의해 여러 번 반복 노출되어 있음이 밝혀졌다.
- F층은 금산 지질도폭(1978)의 창리층 및 문주리층에, 대전 지질도폭(1980)의 창리층 일부에 해당한다. 이 지층은 (암)회색의 사암, 실트스톤, 셰일로 구성되며 흑색의 점판암과 셰일이 협재된다. F층은 C층에 의해 부정합으로 덮인 것 말고는 상하한이 확인되지 않았으나 두께는 최소 700 m 이상이다. 대략 문주리층, 운교리층, 서창리층의 일부에 대비될 것으로 추정된다.[22]
- A층은 진산면 묵산리의 오대산(643.8 m) 일대에 두께 250 m로 소규모 분포하며 금산 지질도폭(1980)의 오대산 규암층에 해당한다. 이 지층은 주로 유백색~담회색의 (함력)규암 및 규질사암으로 구성되며 드물게 (암)회색~흑색의 사암, 실트스톤, 셰일을 협재한다. 이 지층은 임순복 외(2005)가 완주군 비봉~연산 지역에서 설정한 A층과 비슷하다. A층은 다른 지층과 모두 단층으로 접해 상하한이 확인되지 않았다. A층은 지질시대를 추정할 만한 근거가 없으나 대략 조선 누층군 장산 규암층 또는 충청북도의 대향산 규암층에 대비될 것으로 추정된다.[22]
- B층은 진산면 묵산리 배티재~읍내리 남부~부암리 부암소류지와 행정리 일대에 분포한다. 이 지층은 위치상 금산 지질도폭(1978)의 마전리층과 창리층의 일부에 해당하며 담회색~담녹회색의 사암과 암회색~흑색의 실트스톤 및 셰일로 구성되고 곳에 따라 (담)회색의 석회암이 협재된다. B층과 C층은 정합 관계로 판단되며 B층의 드러난 최대 두께는 200 m이다. B층은 층서적 위치와 암상 등을 종합하여 평안 누층군 만항층, 요봉층 또는 갑산층에 대비된다.[22]
- C층은 대체로 마전리층 대부분과 창리층 일부에 해당하며 주로 (암)회색 석회암, 흑색의 점판암과 셰일, 암회색~흑색의 세립사암 및 실트스톤으로 구성되며 지층의 대부분은 판상으로 교호한다. C층과 비봉층은 부정합 관계로 해석되며 C층의 두께는 250~800 m이다. C층에서 육상식물화석 Cordaites sp., Calamites sp., Rhipidopsis panii Chow가 산출되어, C층은 평안 누층군 삼척탄전의 금천층 또는 영월탄전의 판교층~밤치층에 대비되었다.[22]
- 비봉층(飛鳳層, Bibong  Formation)은 회색 사암, 암회색~흑색의 실트스톤, 흑색의 점판암과 셰일로 구성되며 곳에 따라 무연탄과 탄질셰일이 발달한다. 두께 250~300 m의 비봉층 상부에 불연속적으로 1~3매 협재되는 무연탄층은 두께 0.8 m 미만이며 이를 대상으로 1970년대 말까지 진산면 묵산리, 복수면 수영리 수영골 등지에서 소규모의 채탄이 이루어졌다. 비봉층에서는 석탄기 후기~페름기의 육상식물화석 Cordaites sp., Lepidodendron ninghsiaense Sze et Lee, Calamites sp., Noeggerathiopsis sp. 등이 산출되었다. 지층 구성과 퇴적환경의 유사성 등으로 비봉층은 평안 누층군 삼척탄전의 장성층 내지 영월탄전의 미탄층에 대비된다.[22]

| 지역                                                                     | 좌표                                                                      | 지층   | 지질                                         |
| ------------------------------------------------------------------------ | ------------------------------------------------------------------------- | ------ | -------------------------------------------- |
| 진산면 석막리, 말거리마을 북서쪽 750 m 지점                              | 북위 36° 07′ 21.0″ 동경 127° 21′ 48.0″ / 북위 36.122500° 동경 127.363333° | 비봉층 | 비봉층 상부 흑색 셰일층                      |
| 위 지점에서 남서로 500 m 지점                                            | 북위 36° 07′ 08.0″ 동경 127° 21′ 37.0″ / 북위 36.118889° 동경 127.360278° | 비봉층 | 비봉층 상부가 시작되는 층준                  |
| 진산면 배티재 동쪽 675 m, 국도 제17호선 도로변 절개지 피복으로 노두 소멸 | 북위 36° 07′ 36.0″ 동경 127° 20′ 51.0″ / 북위 36.126667° 동경 127.347500° | C층    | 판상 세립사암, 실트스톤, 셰일, 석회암이 교호 |
| 진산면 묵산리 접바위마을 동북동쪽 600 m 지점                             | 북위 36° 09′ 24.0″ 동경 127° 21′ 46.0″ / 북위 36.156667° 동경 127.362778° | 비봉층 | 비봉층 상부셰일대의 하부                     |
| 복수면 수영리 수영골마을 남쪽                                            | 북위 36° 10′ 10.0″ 동경 127° 23′ 22.0″ / 북위 36.169444° 동경 127.389444° | 비봉층 | 비봉층 상부셰일대의 중부                     |
| 진산면 행정리 행정저수지 북쪽 170 m 도로변                               | 북위 36° 09′ 24.0″ 동경 127° 20′ 10.0″ / 북위 36.156667° 동경 127.336111° | 비봉층 | 비봉층 상부셰일대의 하부                     |

## 쥐라기

### 흑운모 화강암
흑운모 화강암은 추부면 남동부, 군북면, 금성면 (금산군), 제원면, 금산읍, 부리면 서부, 남일면 일대에 넓게 분포하는 화강암이다. 이 화강암의 차별 침식에 의해 금산군의 분지 지형이 형성되었다. 대전 지질도폭(1980)에 의하면 조립질의 석영, 장석 등이 있어 이 암석이 분포하는 지역에서 주로 강(江)모래로 된 사질 토양을 형성시켰다. 금산 지질도폭(1978)에 의하면 옥천 누층군을 관입하거나 포획체로 가지며 그 접촉부에서 가끔 각섬석을 함유한다. 구성 광물은 석영, 정장석, 사장석, 흑운모, 각섬석이다.

## 백악기

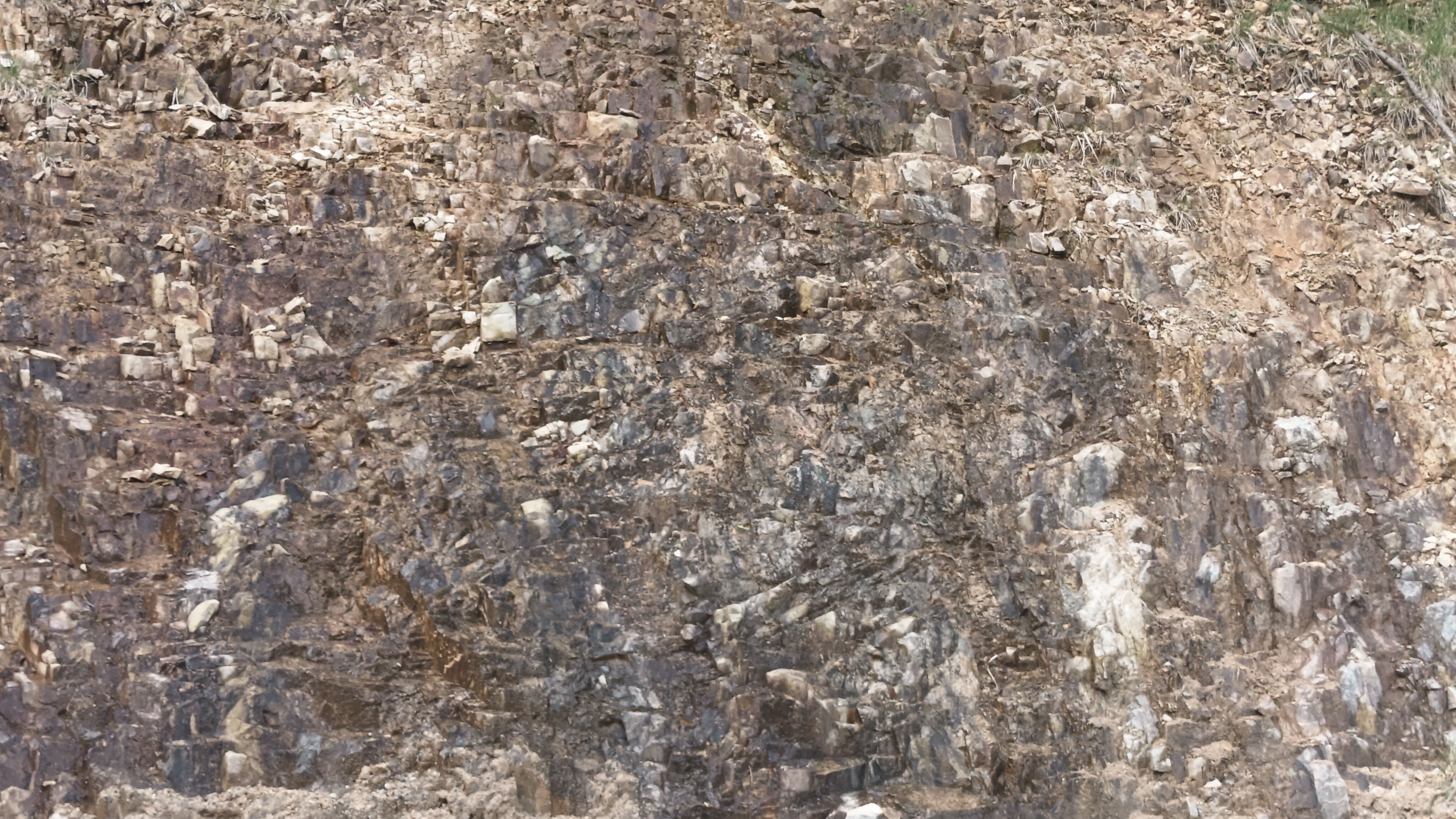
백악기 석영반암, 금산군 진산면 부암리 지방도 제635호선 삼가교 남쪽 도로변

### 석영반암
석영반암은 금산군 곳곳에서 옥천 누층군과 쥐라기 화강암 및 백악기 홍색장석화강암을 관입한 암석이다. 금산 지질도폭(1978)에 의하면 운주면 경천리에서 대둔산 일대 그리고 진안군 주천면 용덕리에서 남이면 하금리와 상금리, 진악산, 진산면 엄정리와 부암리 일대에 분포한다. 대둔산 일대는 석영반암이며 주천-진산 지역에서는 미문상 반암(Granophyre) 형태를 보인다.

### 화강암
금산군 진산면 오항리와 금산군 남이면 구석리~남일면 신동리~진안군 주천면 지역에 분포하는 백악기 화강암은 금산 지질도폭(1978)에서 홍색장석화강암, 용담 지질도폭(1973)에서 알카리화강암으로 분류하였다. 금산군~진안군 지역의 화강암은 암주 형태로 주변 암석을 관입하였으며, 진산면 오항리 지역에서는 쥐라기 흑운모 화강암을 포획하였다. 홍색을 띠는 장석과 석영, 흑운모 등으로 구성된다.

## 광산과 지하자원

### 금산 진산금광산
금산 진산금광산은 충청남도 금산군 진산면 석막리(북위 36° 06′ 00″ 동경 127° 21′ 11″ / 북위 36.10000°  동경 127.35306° )에 위치한 열수맥상광상이다. 광산 일대의 지질은 옥천층군에 속하는 마전리층, 창리층, 문주리층, 오대산층과 이를 부정합으로 덮는 서대산 응회암 그리고 후기에 이들을 관입한 화강암과 백악기 석영반암으로 구성된다. 이 광산은 창리층 내에 발달되는 열극을 충진하여 형성된 전형적인 맥상광상으로 이곳에 발달하는 함금석영맥은 주로 북서 10~25° 및 북동 5~20°방향으로 발달하며 맥폭은 0.1~0.5 m이다. 진산광상에는 이 석영맥들을 따라 신갱, 특호맥, 본갱, 양하판 4개 갱도가 개발되어 있다. 주요 광물은 황철석, 황동석, 자류철석, 섬아연석, 방연석, 백철석 및 호박금(에렉트럼)이며 휘동석이 수반된다. 금은 연노랑색의 호박금의 형태로 산출되며 석영 내에서 둥근 형태를 띠거나 간간히 석영 입자 사이를 충진한다.

### 수영리 우라늄 광화대
금산군 진산면 수영리(북위 36° 11′ 25″ 동경 127° 24′ 20″ / 북위 36.19028°  동경 127.40556° ) 일대에 분포하는 창리층의 점판암에는 우라늄 광상이 발달한다. 수영리에는 3매의 우라늄 광체가 흑색 점판암 내 탄질성분이 있는 탄층을 따라 북동 방향으로 1~3 m의 두께와 1 km 정도의 연장으로 부존되어 있다. 이 탄질점판암은 흑색 점판암에 비해 현저히 어두운 색을 띠며 석영 및 황철석의 산출이 많고 희토류 원소 함량이 평균 214.1 ppm으로 흑색점판암(154.4 ppm)보다 부화(富化)되어 나타난다. 우라늄 광물로 토라이트(Thorite), 토루타이트(Thorutite), 에카나이트(Ekanite), 우라니나이트(Uraninite; UO2)가 나타난다. 탄질점판암 내 우라늄의 농집은 해저 열수 작용의 영향을 받은 것으로 해석된다.

## 같이 보기
- 옥천 누층군
- 금산군